# Шато Озон
Шато́ Озо́н (фр. Château Ausone) — французское винодельческое хозяйство, расположенное в коммуне Сент-Эмильон, департамент Жиронда, регион Новая Аквитания. Относится к винодельческому региону Бордо, субрегион Либурне. Согласно «Официальной классификации вин Сент-Эмильона» 2012 года хозяйство, наравне с тремя другими винодельнями региона (Шато Анжелюс, Шато Шеваль Блан и Шато Пави) относится к категории Сент-Эмильон-гран-крю класса «A», — то есть высшей в классификации. 
Производит два красных вина с собственных виноградников: собственно Château Ausone и Chapelle d’Ausone («второе вино» хозяйства). Принадлежит семье Вотье (Vauthier).